# Aparajitha Balamurukan
Aparajitha Balamurukan (* 17. März 1994 in Erode) ist eine ehemalige indische Squashspielerin.

## Karriere
Aparajitha Balamurukan spielte erstmals 2009 auf der PSA World Tour. Ihre höchste Platzierung in der Weltrangliste erreichte sie mit Rang 77 im August 2010. Mit der indischen Nationalmannschaft nahm sie 2012 und 2018 an der Weltmeisterschaft teil. Bei Asienspielen sicherte sie sich mit der Mannschaft 2014 die Silbermedaille.

## Erfolge
- Asienspiele: 1 × Silber (Mannschaft 2014)